# Ла-Крупт
Ла-Крупт (фр. La Croupte) — коммуна во Франции, находится в регионе Нижняя Нормандия. Департамент коммуны — Кальвадос. Входит в состав кантона Орбек. Округ коммуны — Лизьё.
Код INSEE коммуны — 14210.

## Население
Население коммуны на 2010 год составляло 132 человека.
| 1962 | 1968 | 1975 | 1982 | 1990 | 1999 | 2010 |
| ---- | ---- | ---- | ---- | ---- | ---- | ---- |
| 73   | 76   | 68   | 71   | 77   | 73   | 132  |

## Экономика
В 2010 году среди 76 человек трудоспособного возраста (15—64 лет) 53 были экономически активными, 23 — неактивными (показатель активности — 69,7 %, в 1999 году было 75,0 %). Из 53 активных жителей работали 49 человек (31 мужчина и 18 женщин), безработных было 4 (2 мужчин и 2 женщины). Среди 23 неактивных 6 человек были учениками или студентами, 4 — пенсионерами, 13 были неактивными по другим причинам.